# Малоцильнинское сельское поселение
Малоцильнинское се́льское поселе́ние — муниципальное образование в Дрожжановском районе Татарстана Российской Федерации.
Административный центр — село Малая Цильна.

## История
Статус и границы сельского поселения установлены Законом Республики Татарстан от 31 января 2005 года № 21-ЗРТ «Об установлении границ территорий и статусе муниципального образования "Дрожжановский муниципальный район" и муниципальных образований в его составе».

## Население
| 2002  | 2010  | 2011  | 2012  | 2013  | 2014  | 2015  |
| ----- | ----- | ----- | ----- | ----- | ----- | ----- |
| 1835  | ↘1641 | ↘1636 | ↘1585 | ↘1538 | ↘1493 | ↘1466 |
| 2016  | 2017  | 2018  |       |       |       |       |
| ↘1430 | ↘1394 | ↘1352 |       |       |       |       |

## Состав сельского поселения
| № | Населённый пункт | Тип населённого пункта       | Население |
| - | ---------------- | ---------------------------- | --------- |
| 1 | Малая Цильна     | село, административный центр | ↘1216     |